# Rudolph Sickinghe
Jonker Rudolph of Roelof Sickinghe (Groningen, 12 september 1643 - Exeter, 1688), heer van Warffum, Breede, Usquert, Zuidwolde, Eenrum, Pieterburen en Westernieland, was een Nederlands militair, politicus, bestuurder en vertegenwoordiger van Groningen. Hij woonde op de Warffumborg en was van 1675 tot aan zijn dood eigenaar van het Nederlands Waddeneiland Rottumeroog. Sickinghe was curator van de Rijksuniversiteit Groningen, lid der Staten-Generaal, raadslid van de Admiraliteit van Friesland, lid van de Raad van State en bewindhebber bij de Kamer van de WIC in Groningen. Hij nam samen met zijn broers Johan en Feio als militair deel aan het Gronings Ontzet (1672) en het Ontzet van Coevorden (1672). Hij was mogelijk betrokken bij de verovering van Langakkerschans in 1673. In 1688 vergezelde hij stadhouder Willem III van Oranje vrijwillig bij de overtocht naar Engeland tijdens de Glorious Revolution, waar hij later overleed.

## Leven
Sickinghe, telg van het adellijke geslacht Sickinghe, werd geboren als zoon van de jonkheer en hoofdeling te Warffum Feio Sickinghe (1610-1666) en Sophia van Echten (†1673). Hij was een kleinzoon van jonker Johan Sickinghe (1576-1652) en een oudere broer van de jonkers Johan en Feio.

Sickinghe studeerde aan de Universiteit Leiden (1660), de Hohe Schule te Herborn (1662), de Ruprecht-Karls-universiteit in Heidelberg (1663) en de Rijksuniversiteit Groningen. Zijn grootvader had de Groningse dichter en hoogleraar in welsprekendheid, geschiedenis en Grieks Johannes Mensinga als gouverneur voor Rudolph en zijn broer Peter aangesteld. Mensinga bezocht Rudolph op de academie te Heidelberg. In 1675 en 1676 was Sickinghe curator van de Rijksuniversiteit van Groningen.

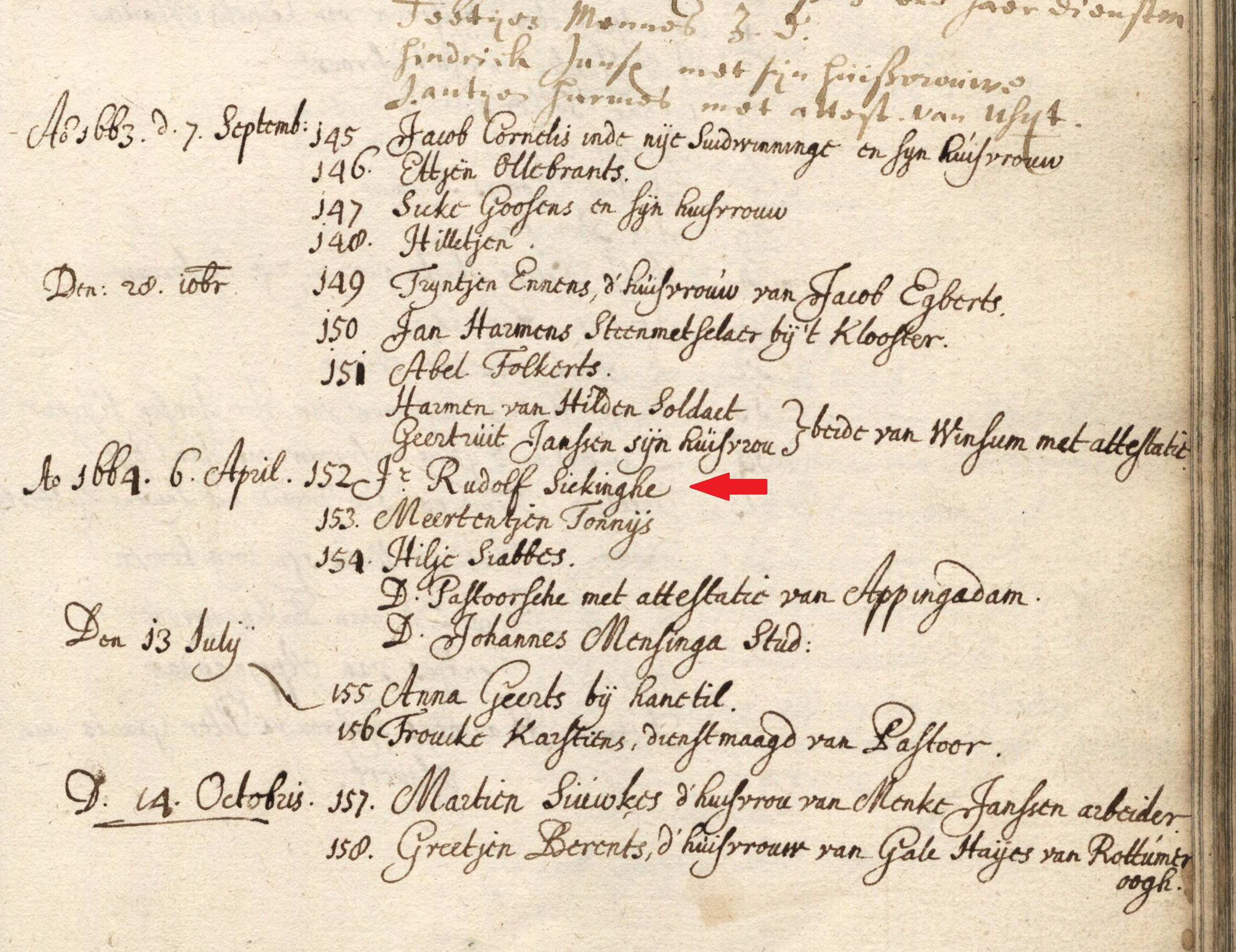
Jr. Rudolf Sickinghe genoemd als lidmaat van Warffum in 1664

Rudolph was protestants en ten minste vanaf 6 april 1664 lidmaat te Warffum. In 1667 verscheen hij in zijn kwaliteit van jonker namens het dorp Warffum ter Statenvergadering van Stad en Lande te Groningen. Hij trouwde in 1673 met Amelia Clant van Nijenstein (1633-1695) te Warffum. Zij kregen geen kinderen. Op 1 april 1675 werden de rechten van het eiland Rottumeroog van de familie Tamminga overgedragen aan Rudolph en zijn vrouw. Het eiland bleef jarenlang in hun privé-bezit. Bij het overlijden van zijn vrouw in 1695 werd het eiland verkocht aan Louis Trip en de jurist Michiel van Bolhuis (1644-1704). Rudolph woonde op de Warffumborg maar moest deze in 1683 wegens schulden verkopen aan de zakenman Louis Trip (1654-1698), lid van de familie Trip. De borg was 122 jaar (5 generaties lang) in familiebezit gebleven.
In 1677 ontving Rudolph een brief van stadhouder Hendrik Casimir II van Nassau-Dietz met daarin het verzoek tot teruggave van de commissiegelden en pachtboeken.

## Als politicus en bestuurder

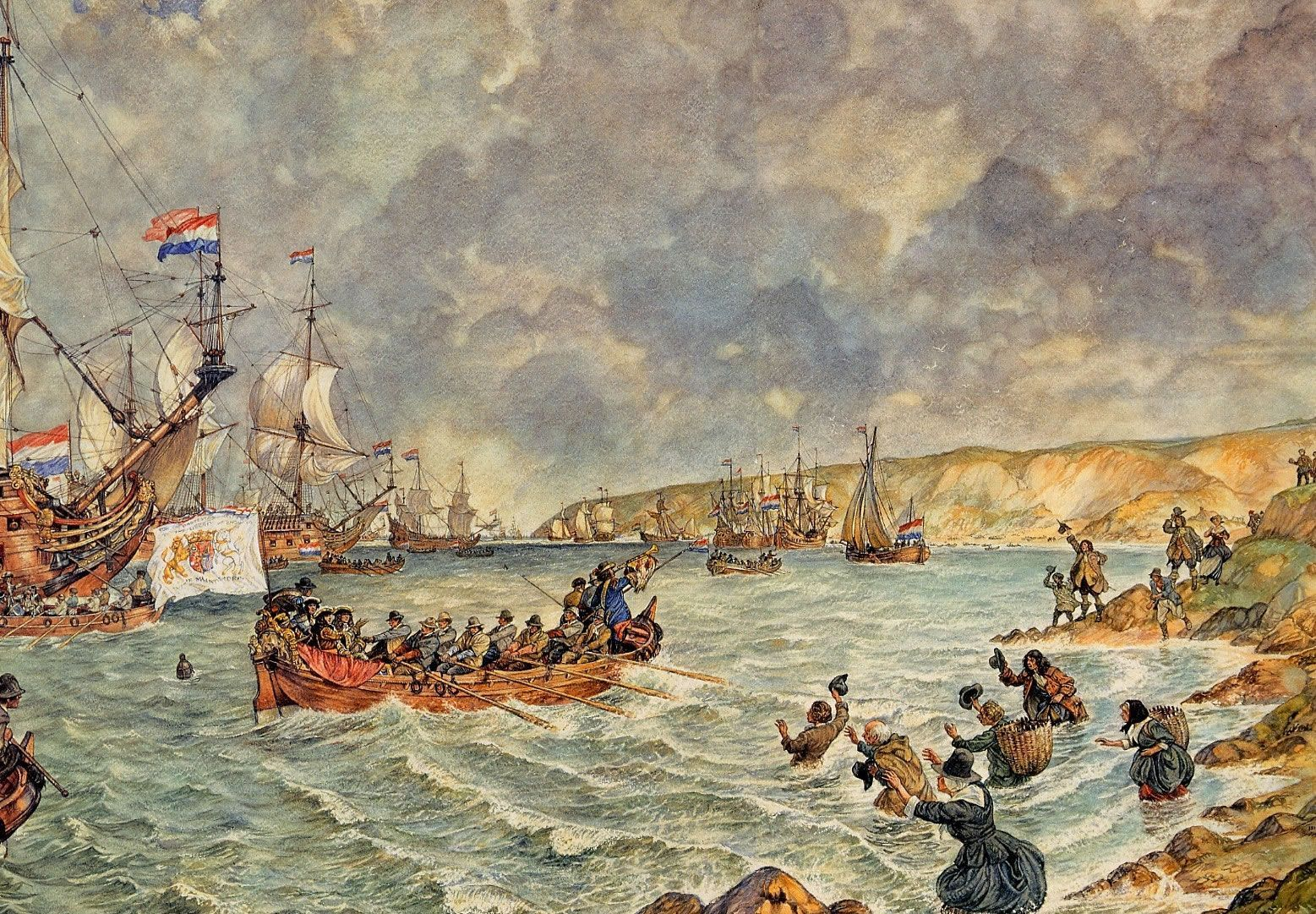
De landing van Willem III met een Nederlands leger in Engeland

Volgens een scheidbrief uit het jaar 1667 blijkt dat Rudolph door zijn familie het 'staand' presidentschap van de Dijkrechters der kadijken van Warffum was toebedeeld. In 1682 verkocht hij dit presidentschap aan de heer Louis Trip (1654-1698), die het in 1701 weer aan de Ommelanden overdroeg.
Op 22 maart 1678 werd Sickinghe door de heer Altingh geïntroduceerd bij de Raad van State. In 1669 werd hij lid der Staten-Generaal. 
Van 1671 tot 1679 was Sickinghe raadslid bij de Admiraliteit van Friesland te Harlingen. Na zijn laatste jaar bij de Admiraliteit werd hij in 1679 bewindhebber bij de kamer ter Stad en Lande van de West-Indische Compagnie in Groningen. Dit bleef hij tot 1683.
In 1688 vergezelde Sickinghe stadhouder Willem III van Oranje vrijwillig bij de overtocht naar Engeland tijdens de Glorious Revolution. Hij stierf in datzelfde jaar te Exeter en werd daar door de vrienden Bentinck met 'alle fatsoen op zijn soldaats begraven'.

### Brief van raadspensionaris Johan de Witt
Op 5 november 1670 schreef de raadspensionaris Johan de Witt (1625-1672) een handgeschreven brief aan Rudolph, afgevaardigde der Staten-Generaal namens de provincie Stad en Lande en vertegenwoordiger van Groningen. De Witt had twee dagen eerder een brief gestuurd met daarin de vraag of Sickinghe naar Den Haag wilde komen om op Gaspar Fagel (1634-1688) als griffier van de Staten-Generaal van de Nederlanden te stemmen. Fagel gold als een steunpilaar van Johan de Witt en de functie van griffier was destijds de belangrijkste functie in de Republiek na de raadpensionaris. In de brief van 5 november liet De Witt aan Sickinghe weten dat de verkiezing inmiddels succesvol was afgerond, en dat Sickinghe zich – mede gezien het winterseizoen – de moeite van een reis naar Den Haag kon besparen. De Witt was Sickinghe zeer dankbaar voor zijn bereidheid om zijn stem uit te brengen en daarmee Holland – in de persoon van Fagel – te steunen. Als blijk van waardering gaf hij aan in de toekomst graag iets voor Sickinghe terug te willen doen.

## Rol bij het beleg en ontzet van Groningen

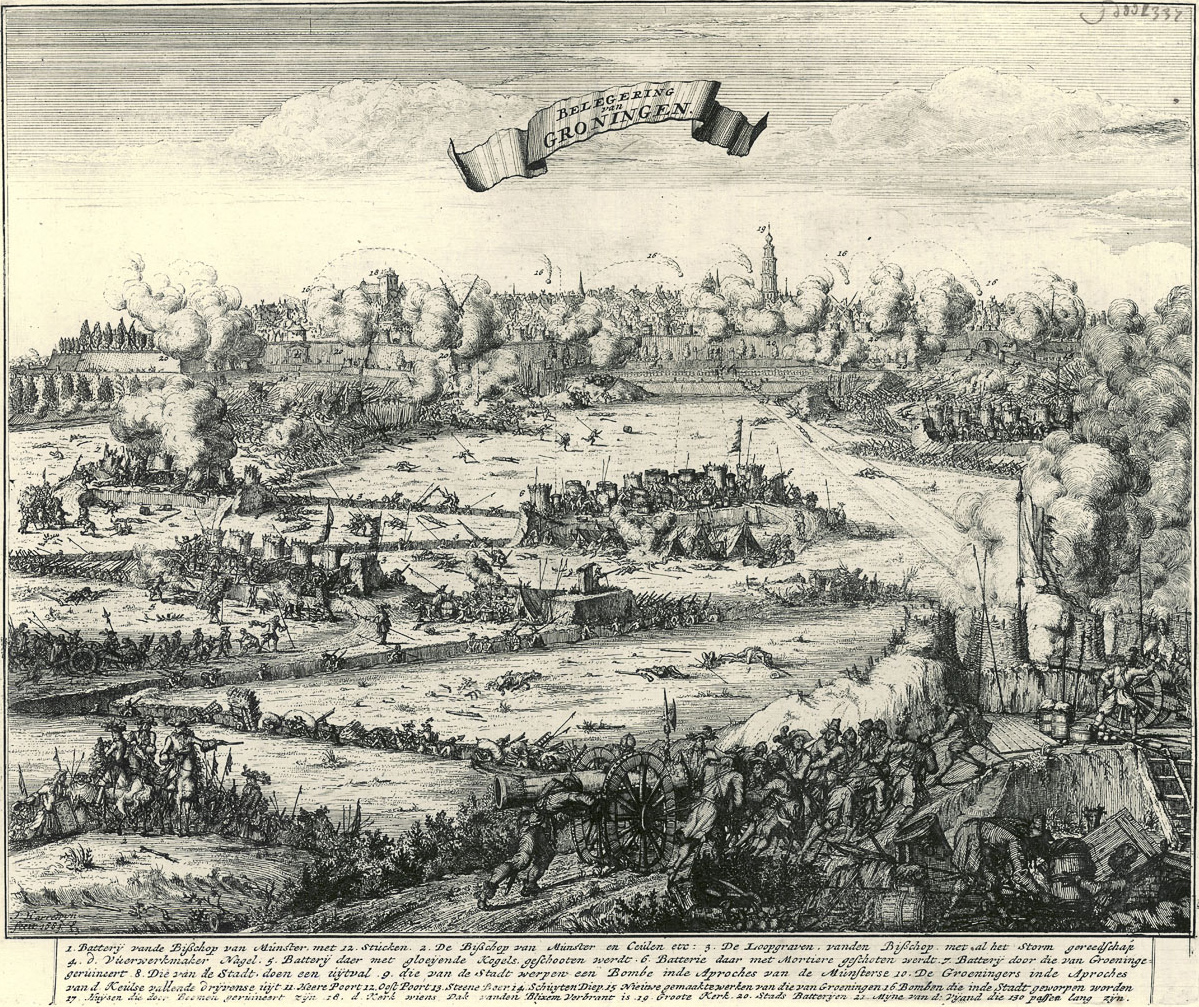
Prent van Het beleg van Groningen

Op 27 mei 1672 kregen Reijnold Clinge, raadslid en syndicus van Groningen en Rudolph Sickinghe, jonker en heer van de Warffumborg, de opdracht om zich zo spoedig mogelijk richting Overijssel te begeven. Er bestonden destijds plannen om een dam en bruggen aan te leggen ter verdediging van de noordelijke provincies. Onderweg moesten Clinge en Sickinghe in Assen overleg voeren met secretaris Sichterman, of via Ruinen met de drost van Drenthe, om te bespreken of het werk haalbaar was en van nut kon zijn voor deze provincie en de aangrenzende gewesten. Daarna moesten zij richting Rouveen, Hasselt en Zwolle, om aldaar met de Gecommitteerden van Friesland te overleggen. Bij afwezigheid van laatstgenoemden moesten zij zich wenden tot de magistraten van Zwolle en Hasselt. Na een persoonlijke inspectie en overleg met eerder genoemde heren, dienden Clinge en Sickinghe te besluiten wat er nog gedaan moest worden. De provincie Groningen droeg 5000 gulden bij aan het project.
Clinge en Sickinghe moesten de provincie Groningen op de hoogste stellen van hun bevindingen en de toestand van het fort bij Roeveen beoordelen. Na het op de hoogste stelen moesten zij zich naar het leger of de Gecommitteerden in het veld begeven. Samen met de Gecommitteerden van Friesland moesten zij met alle mogelijke middelen vragen om militaire steun voor de verdediging van de provincie Groningen. In het geval het Staatse Leger zich zou ontbinden moesten Clinge en Sickinghe ervoor zorgen dat de Groningse regimenten weer richting Groningen zouden terugkeren, en niet richting andere steden of vestingen. Alles wat door Clinge en Sickinghe zou worden ondernomen of geregeld, werd door de stad Groningen als volledig bindend en rechtsgeldig bestempeld.  

Op 30 mei 1672 werd in de middag aan de Gecommitteerden van Groningen een brief voorgelezen van Clinge en Sickinghe. Het verslag was door hen op 29 mei te Zwolle geschreven. Clinge en Sickinghe maakten in de brief kenbaar dat het volgens hen noodzakelijk en in het belang van het land was dat er een dam werd aangelegd in het Zwarte Water, en twee schipbruggen: één bij de Coevorder schans over de IJssel en de andere bij Hasselt over het Zwarte Water. Dit ter afsluiting van enkele toegangswegen en om sneller hulp te kunnen bieden aan zowel de provincie Friesland als Stad en Lande. De Gecommitteerden stemden in en het benodigde geld voor deze werken werd zo spoedig mogelijk namens de provincie Groningen, door de Gedeputeerden aan Zwolle overgemaakt.

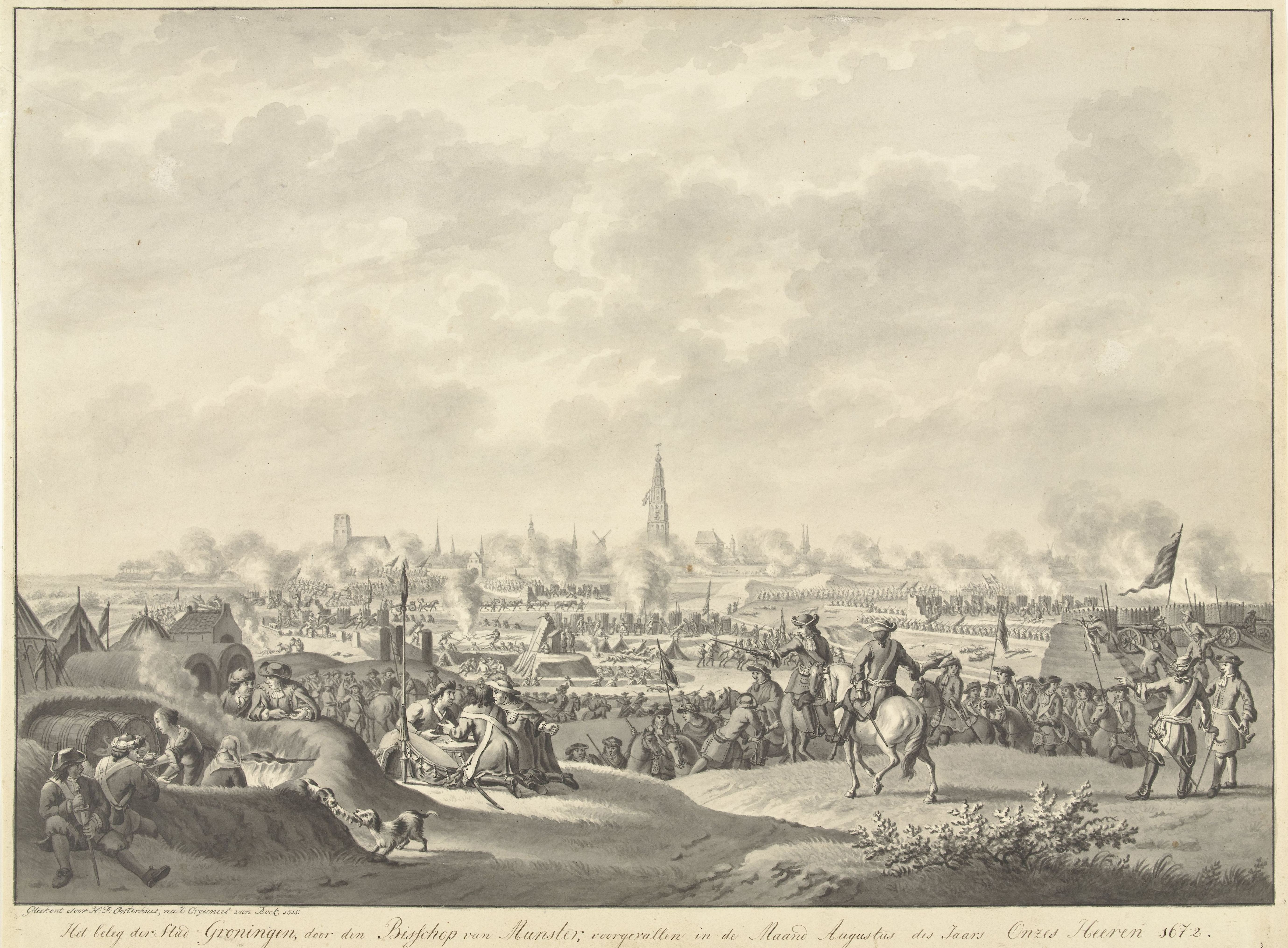
Prent van Het beleg van Groningen

Terwijl de hoofdtroepen van de biscchop van Munster Bernhard von Galen zich voor de muren legerde kreeg Sickinghe op 12 juli 1672 samen met Geert de Mepsche, raadsheer te Groningen, opdracht om zich richting de provincie Friesland te bewegen. Hier moesten zij aan de Staten van Friesland, de Gedeputeerden in het veld, luitenenant-generaal Hans Willem van Aylva en de prinses douairiere van Nassau, Albertine Agnes van Nassau enkele zaken voorleggen die van het hoogste belang waren voor de verdediging van beide provincies. De belegering van Groningen kon ieder uur beginning en men had slechts 2000 man tot haar beschikking voor de verdediging van de vele wachtposten, 70 bolwerken en alles wat daaromheen lag. Zij verzochten zeker 1300 man versterking en legde uit dat het ook in het belang van Friesland was om Groningen te behouden. Omgekeerd zou Groningen ook Friesland bij toekomstige dreiging te hulp komen. Het verzoek bleek tevergeefs. Friesland had haar troepen zelf recent bij elkaar verzameld en voelde zich niet comfortabel om een deel hiervan naar haar buren te sturen. Sickinghe en de Mepsche keerde terug en richtte zich met de andere Groninger Gedeputeerden tot de Staten-Generaal. Dit bleek succesvol, prins Willem III van Oranje zond uiteindelijk, zij het na enige tijd, troepen richting Groningen ter ondersteuning.
Vier dagen later, op 16 juli 1672, schreven Sickinghe en de Mepsche een brief aan de Staten van Friesland. In de brief schreven zij dat de vijand tot vlak onder Groningen was opgerukt. De vijand was op 'loopgraven afstand' gekomen. Ze beschreven hoe de troepen uit Münster het Westerkwartier waren binnengevallen en het hele gebied plunderde en leegroofde. Via het Reitdiep hadden de Münsterse soldaten geprobeerd om Hunsingo binnen te dringen. Ook via het Oldambt werden enkele pogingen ondernomen. Gezien de ernstige situatie waarin Groningen zich bevond vroegen Sickinghe en de Mepsche dringend om hulp. Een dag later verzochten de Mepsche en Sickinghe de edelen van Friesland om toezending van zoveel mogelijk troepen en buskruit.

### Als militair
Tijdens het Gronings Ontzet voerde Johan en Hindrik, allebei jongere broers van Rudolph, het bevel over twee van de vier ruitercompagnieën van de stad Groningen. Rudolph zelf was ritmeester (kapitein) der cavalerie in het regiment van George Frederik van Nassau-Siegen. De ruiterij werd destijds voor verschillende taken ingezet. Van verkenning en verdediging tot snelle en korte acties.
Op dinsdag 13 juli 1672 reed Sickinghe om 10 uur 's avonds met 50 van zijn ruiters richting de Oosterhoogebrug. Via een deserteur was het bericht binnengekomen dat de vijand met zeker 3000 man van plan was om de locatie aan te vallen. Sickinghe kreeg het bevel om wacht te houden.
Op 18 juli werd Sickinghe verzocht en aangewezen om samen met Allard Tjarda van Starkenborgh, Pabo Alberda en Onno Tamminga het commando te voeren en de wacht te houden bij de Reitdijk (Reitdiep) te Hunsingo.

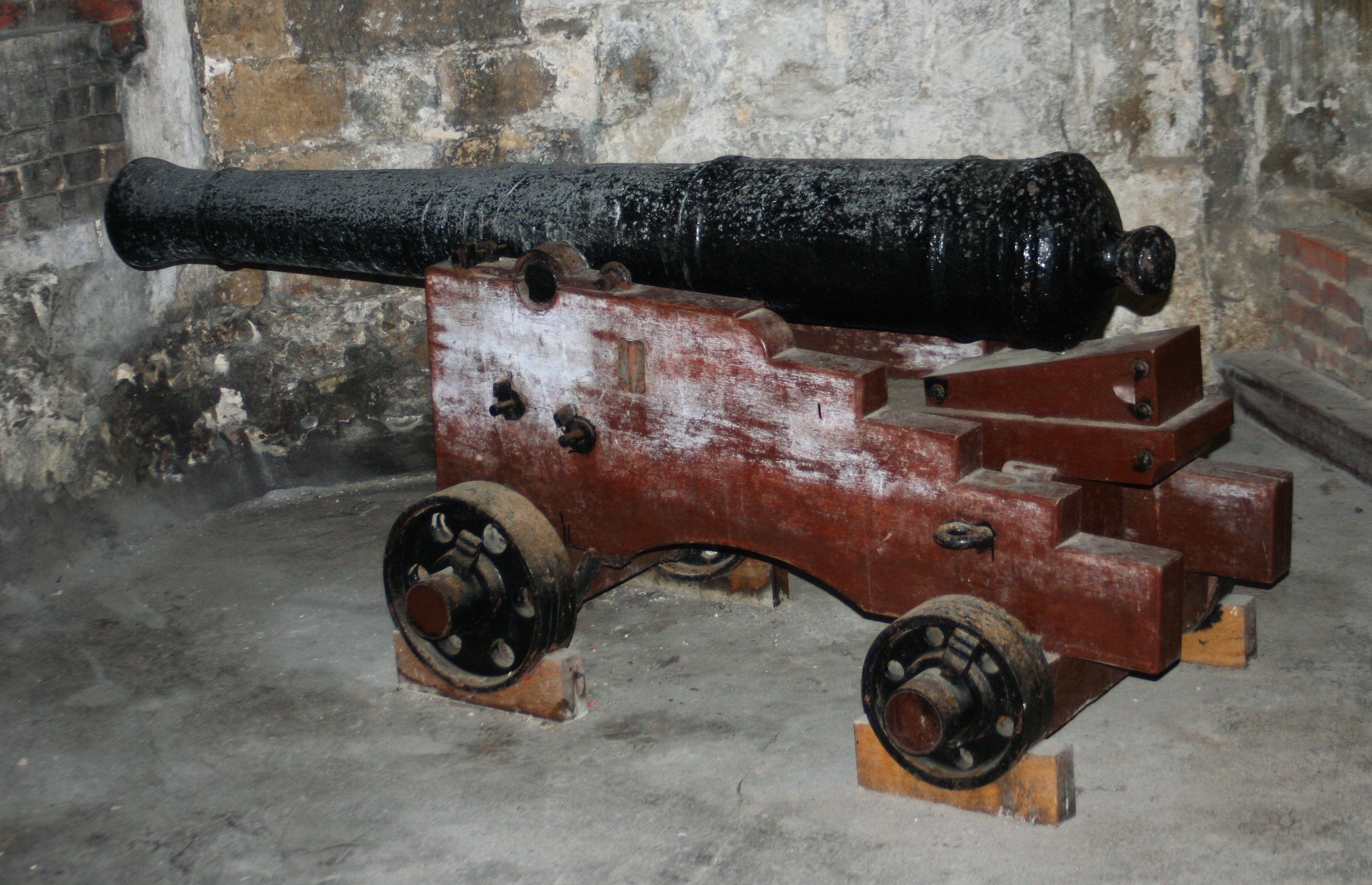
Nederlands 6-ponder kanon

Diezelfde dag kreeg de artelleriemeester van Groningen, Müller, de opdracht om de volgende goederen aan Sickinghe te leveren: 
- 50 kanonskogels van 6 pond
- 30 kanonskogels van 3 pond
- 20 kanonskogels van 2 pond
- 200 musketkogels
- 200 pond buskruit
- 10 pond lont[26]

Op 20 juli kreeg Müller de opdracht om 300 pond buskruit en 300 kogels van 3 pond, bestemd voor de twee kleine kanonnen die opgesteld stonden bij de Boteringepoort te leveren. De kanonnen zouden door Sickinghe nabij de Aduarderzijlen in gebruik worden genomen.
Op woensdag 24 juli moest Müller uit het magazijn van de Generaliteit (het landelijke militaire depot) een regimentskanon, met 50 ijzeren kanonskogels die op dat stuk passen leveren aan Sickinghe. Ook werd besloten dat Sickinghe volledig vergoed werd voor alle kosten die hij in dienst van het land maakte.

## Rol bij het Ontzet van Coevorden

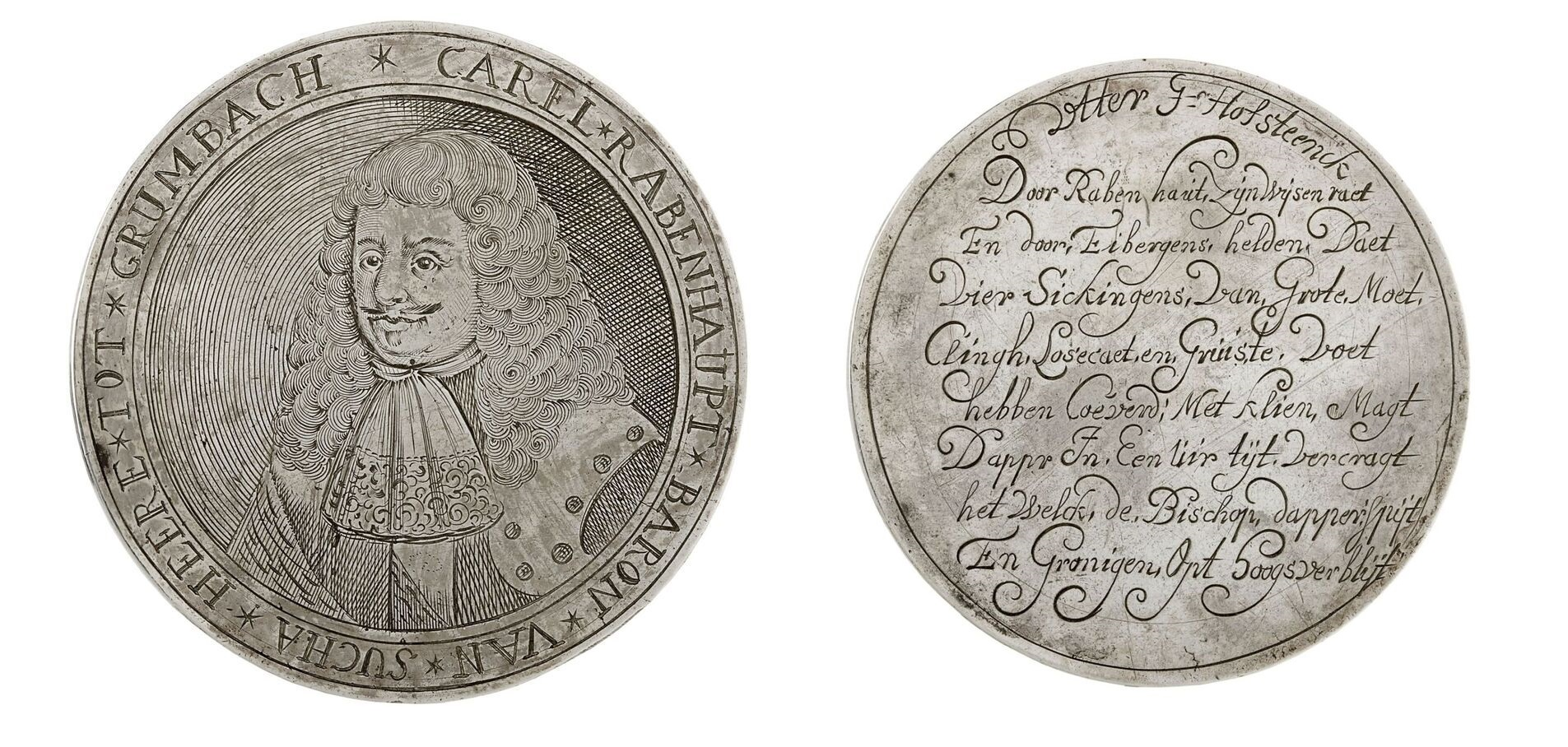
Een zilveren munt geslagen ter gelegenheid van het Ontzet van Coevorden in 1672 met daarop genoemd de vier gebroeders Sickinghe. Ook wel 'vier Sickingens van grote moet'

Op 29-jarige leeftijd nam Rudolph samen met zijn jongere broers Johan, Hindrik en Feio als ruiter vrijwillig deel aan het Ontzet van Coevorden in 1672. De stad was eerder dat jaar veroverd door de bisschop van Münster, Bernhard von Galen. In het rampjaar van de Republiek der Nederlanden zou de stad door het meesterplan van Mijndert van der Thijnen en, mede door het heldhaftige optreden van de vier broers Sickinghe, op de bisschop heroverd worden.  
Rudolph's jongere broer Johan was op 23-jarige leeftijd door luitenant-generaal Carl von Rabenhaupt aangewezen als commandant van de cavalerie. Hij was daarnaast verantwoordelijk voor een van de drie geplande aanvallen op de vesting; de aanval op het bastion 'Overijssel'. Het bleek vanwege haar ligging de meest riskante aanval. Onder leiding van Johan wist men het bastion Overijssel te overmeesteren. Johan, voor de troepen uitgesneld, beklom tijdens dit gevecht als eerste de wal met direct achter hem zijn broers Rudolph en Hindrik. Na heftige weerstand wisten zijde overwinning binnen een uur te behalen. Coevorden was bevrijd. De stad Groningen liet ter herdenking van de verovering door de Groningers een zilveren penning slaan met daarop de vier broeders Sickinghe vermeld. 

## Rol bij de verovering van Nieuwe- of Langakkerschans

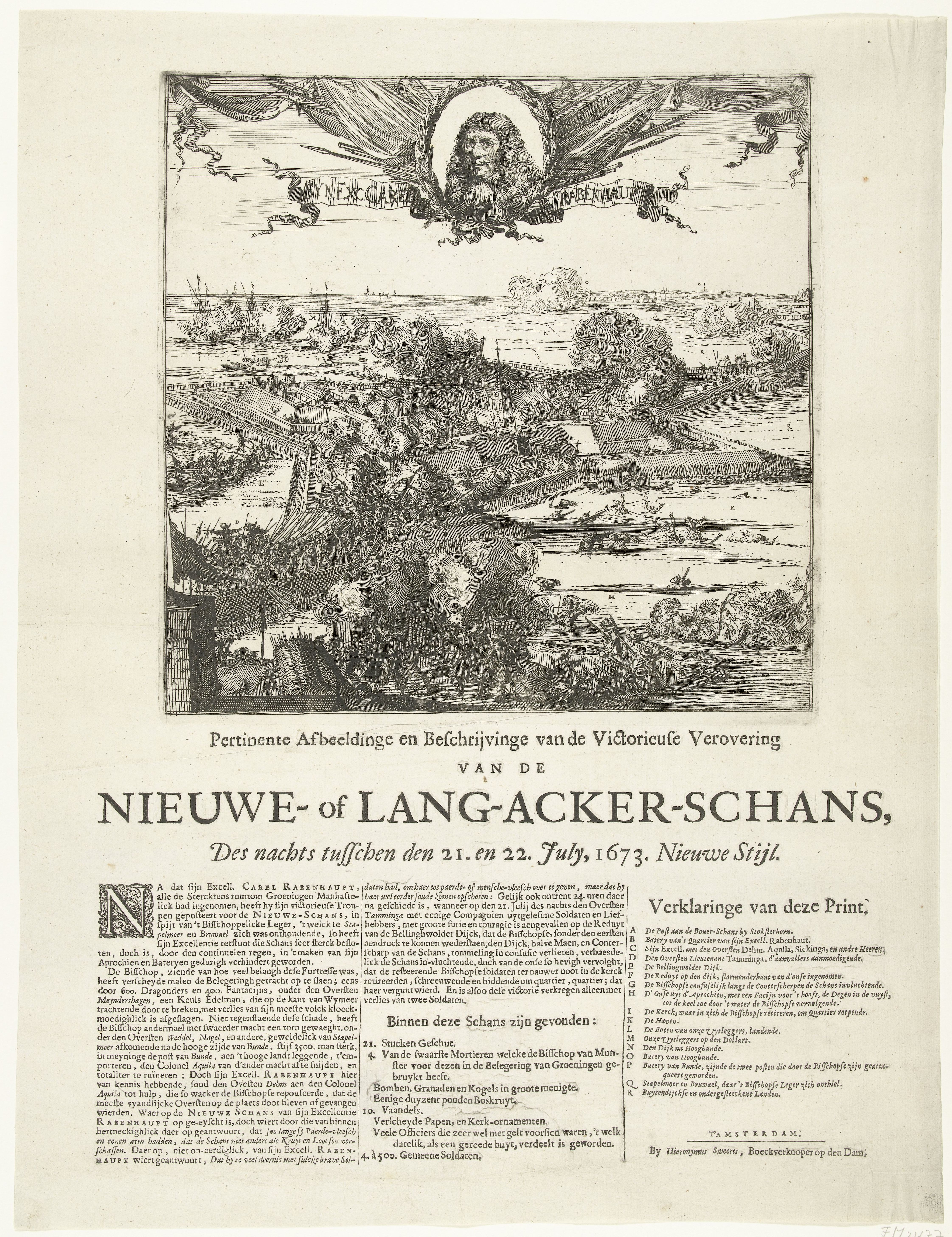
De prent van de verovering van Nieuwe- of Langakkerschans in 1673. Sickinghe staat rechtsonderin vermeld (onder de letter C) bij de "Verklaringe van deze Print"

In juli 1672 werd de Langakkerschans ingenomen door Christoph Bernhard von Galen, bisschop van Münster en zijn troepen. Carl von Rabenhaupt, legercommandant en luitenant-generaal in dienst van de Republiek der Zeven Verenigde Nederlanden, kreeg opdracht de schans te ontzetten. In de nacht van 21 op 22 juli 1673 werd de Schans aangevallen en heroverd op de troepen van de bisschop. In de beschrijving van de bekendste prent van de verovering, getekend in 1673 door Romeyn de Hooghe, staat een 'Sickinga' aangegeven. Het betreft hier zeer waarschijnlijk een van de broers Sickinghe. Alle vier hadden een jaar eerder (ook onder Von Rabenhaupt) deelgenomen aan het Gronings Ontzet en het Ontzet van Coevorden. Op de vele prenten en verslagen die daarvan beschikbaar zijn, staan de broers Sickinghe ook aangegeven als 'Sickinga'. De 'Sickinghe' op de prent van Langakkerschans staat in ieder geval op een zeer belangrijke positie, namelijk direct naast "Zijne Excellentie (Rabenhaupt), de overste Dehm en Aquila". Deze Sickinghe had dus zeer waarschijnlijk een commanderende (of in ieder geval adviserende) rol bij de aanval. 
Vraag is welke Sickinghe de Hooghe op de prent van de Langakkerschans heeft willen afbeelden. Rudolphs jongere broer Johan Sickinghe (1649-1673) zou vanwege zijn commanderende rol en heldhaftige optreden bij het Ontzet van Coevorden waarschijnlijk de meest logische kandidaat zijn. De kronieken vermelden echter dat hij twee maanden voor de verovering van Langakkerschans, op 20 mei 1673 overleed. Hindrik Sickinghe (1650-1682) was onderbevelhebber bij het Gronings Ontzet en ritmeester bij het cavalerie regiment van de stad. In 1673 moet hij 22 of 23 jaar oud zijn geweest. Feio Sickinghe (1654-1696) had zich ook onderscheiden bij het Ontzet van Coevorden maar was in 1673 slechts 19 jaar oud. Wel werd hij in 1690 commandeur van de Langakkerschans. Rudolph was ten tijde van verovering van de schans 30 jaar oud. In de jaren ervoor was hij betrokken geweest bij vele militaire acties, de verdediging van Groningen en het Ontzet van Coevorden. Hij was in 1673 raadslid van de Admiraliteit van Friesland en eerder lid der Staten-Generaal geweest. Zijn vele ervaringen, kennis en kunde tot dan toe zouden hem een goede kandidaat hebben gemaakt om naast Carl von Rabenhaupt te hebben gestaan. Mogelijk om hem (bij de aanval van de vloot) te assisteren. Hoewel Hindrik en Feijo dus ook mogelijk op de prent staan afgebeeld, is het waarschijnlijker dat Rudolph (specifiek op deze positie) staat afgebeeld.  

## Galerij

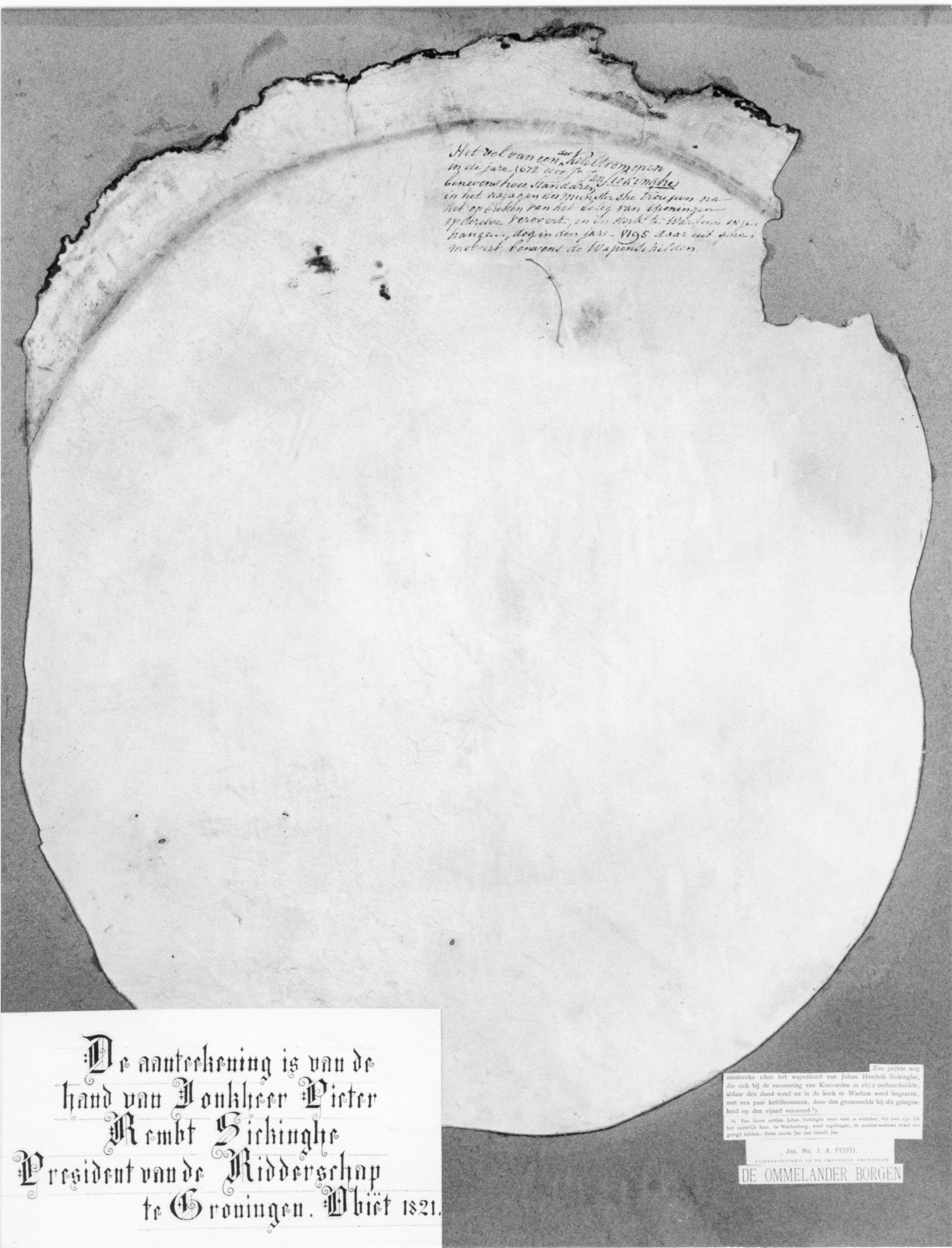
Foto van het trommelvel van een keteltrom, door Johan Sickinge buitgemaakt bij de verovering van Coevorden, met een aantekening van de hand van jhr. Pieter Rembt Sickinge (1743-1821)
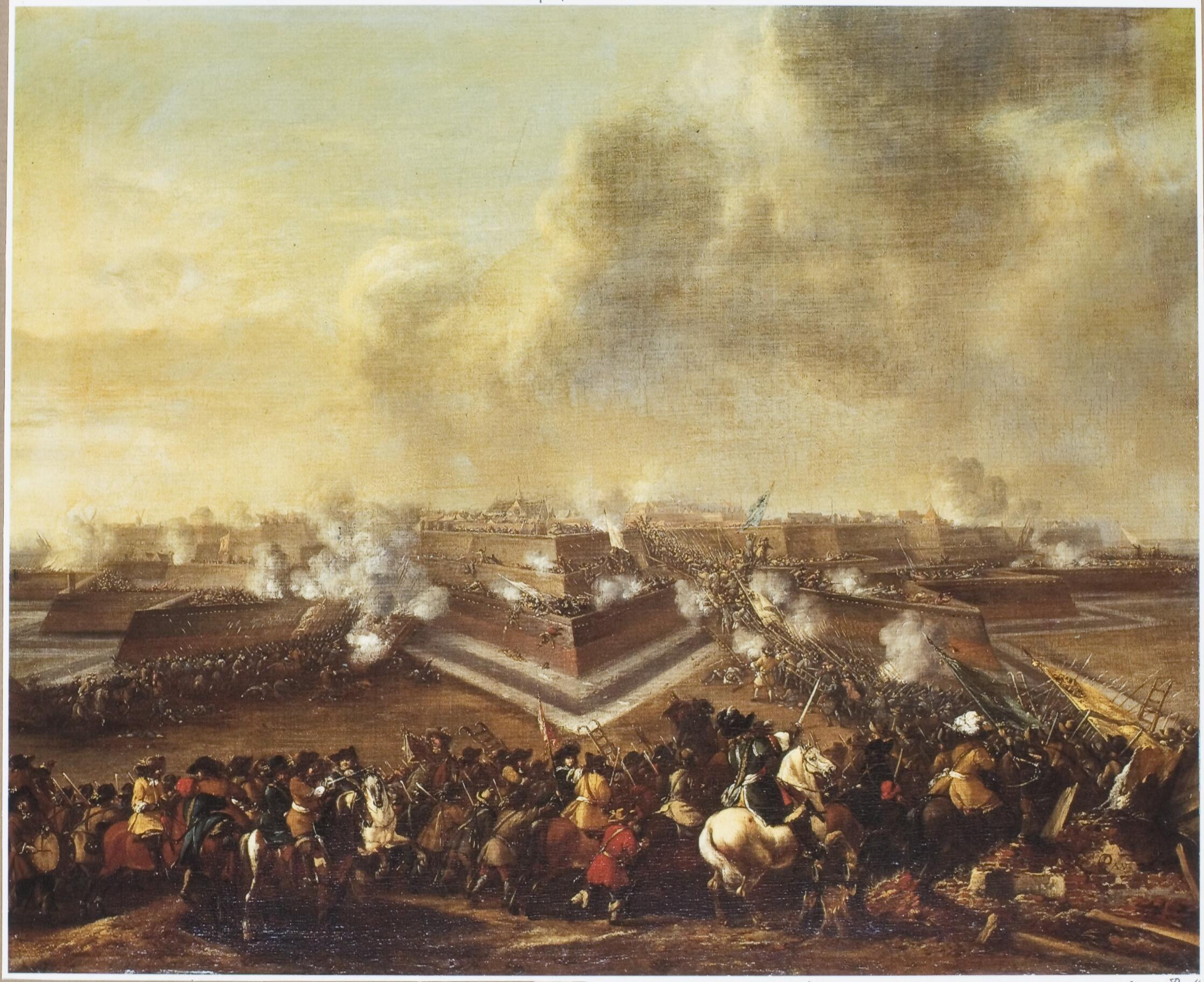
De bestorming van Coevorden in 1672 waar Sickinghe met zijn drie broers aan deelnam
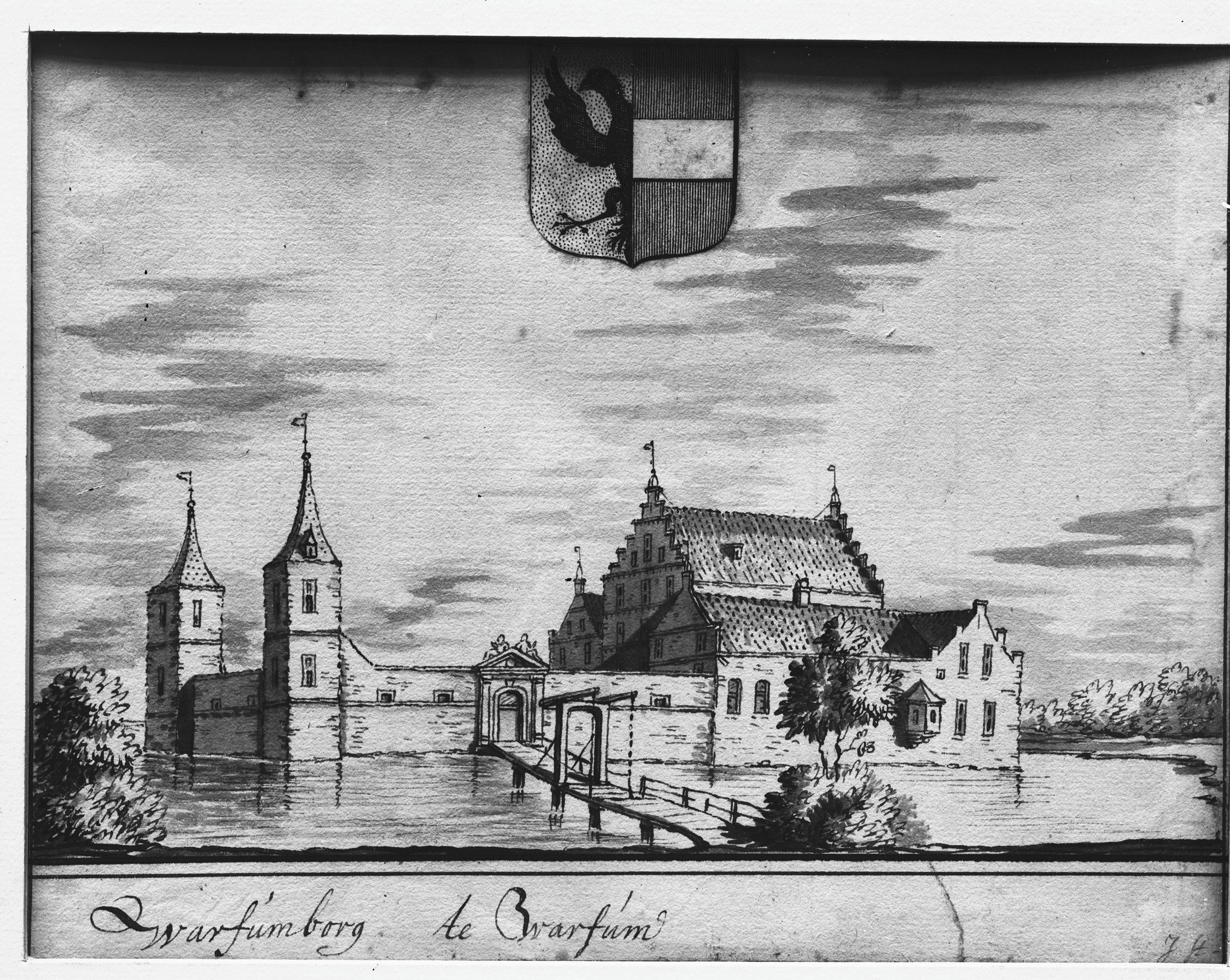
De Warffumborg, residentie van Rudolph
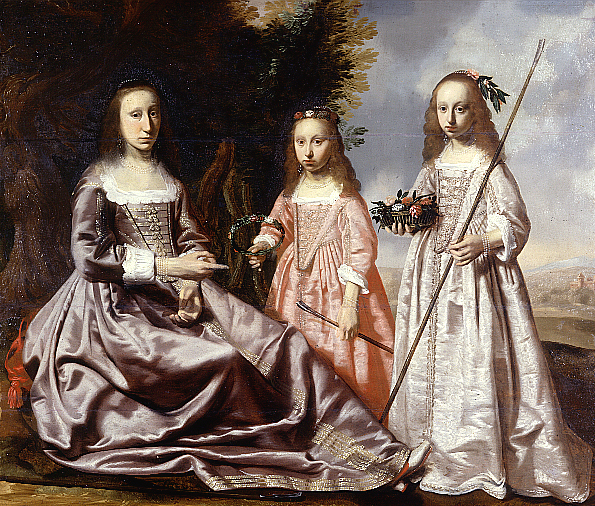
Schilderij van Bouwina Coenders van Helpen met in het midden haar dochter Amelia Clant, later echtgenote van Rudolph Sickinghe
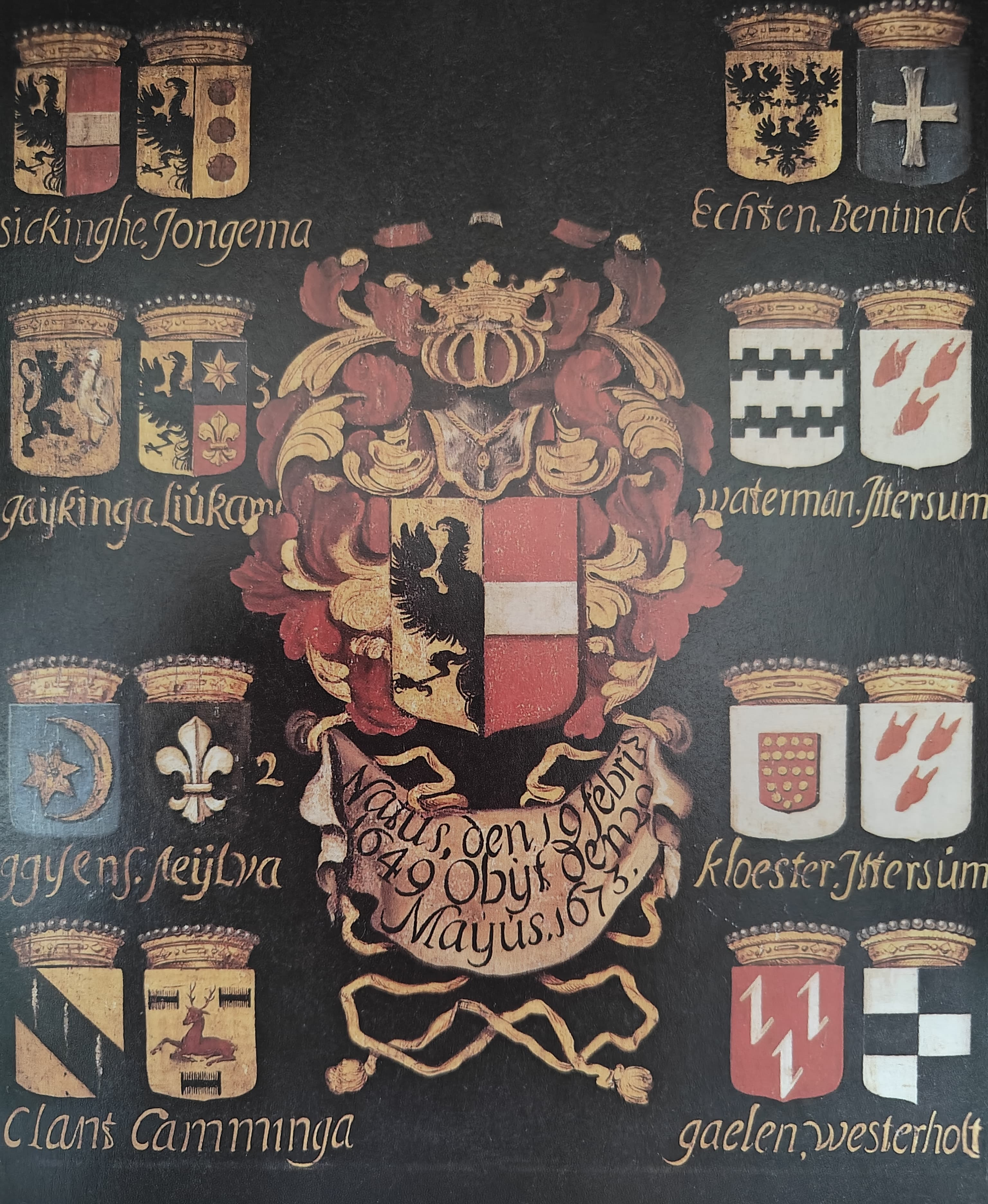
Het rouwbord van de broer van Rudolph, Johan Sickinghe (1649-1673)

- Biografisch Portaal: 53578113